# Teguramori Makoto
Teguramori Makoto (手倉森 誠 (Thủ-Thương-Sâm Thành)) (sinh ngày 14 tháng 11 năm 1967) là một huấn luyện viên và cựu cầu thủ bóng đá người Nhật Bản. Ông từng dẫn dắt đội tuyển U-23 Nhật Bản giành chức vô địch U-23 châu Á 2016 và dự Thế vận hội Mùa hè 2016.

## Sự nghiệp
Bắt đầu dẫn dắt các câu lạc bộ từ năm 2008, Teguramori đã nhanh chóng khẳng định tài năng khi giúp Vegalta Sendai vô địch J2 League 2009 và giành quyền thăng hạng lên J1 League. Dưới sự dẫn dắt của ông, Vegalta Sendai thi đấu ổn định nhiều mùa giải, với cột mốc ấn tượng nhất là ngôi Á quân J1 League 2012 - thành tích cao nhất trong lịch sử đội bóng.
Đến năm 2016, ông có cơ hội dẫn dắt U-23 Nhật Bản với những cái tên Endō Wataru, Takumi Minamino, Takuma Asano,... để rồi đăng quang U-23 châu Á và giành quyền tham dự Olympic 2016.
Từ năm 2022, Teguramori bắt đầu hành trình tại Thái Lan khi lần lượt dẫn dắt các đội BG Pathum United và Chonburi. Trong giai đoạn này, ông giúp BG Pathum United giành chức vô địch Thailand Champions Cup 2022, Thai League Cup 2023–24 và xuất sắc vào tới Tứ kết AFC Champions League 2022.
Ngày 17 tháng 2 năm 2024, câu lạc bộ Hà Nội thông báo bổ nhiệm ông Teguramori  làm huấn luyện viên trưởng trong giai đoạn lượt về của mùa giải 2024–25.